# Kafr Qasim
Kafr Qasim (in arabo كفر قاسم‎?, in ebraico כפר קאסם‎?), nota anche come Kafr Qassem, Kufur Kassem, Kfar Kassem e Kafar Kassem, è una città in cima alla collina con una popolazione di arabi israeliani. Si trova a circa 20 km a est di Tel Aviv, sul lato israeliano della Linea Verde che separa Israele e la Cisgiordania, nella parte meridionale del "Piccolo Triangolo" delle città e dei villaggi arabo israeliani. Nel 2017 la sua popolazione era di 22 743 abitanti. La città è tristemente famosa per il massacro di Kafr Qasim, quando il MAGAV uccise 49 civili il 29 ottobre 1956. Il 12 febbraio 2008, il ministro dell'Interno israeliano Meir Sheetrit conferì il titolo di città a Kafr Qasim in una cerimonia tenutasi presso il municipio.